# باهر
باهر (به هلندی: Bahr) یک منطقهٔ مسکونی در هلند است که در زیفنار واقع شده‌است.